# Ailly (Adelsgeschlecht)
Ailly war eine Familie des nordfranzösischen Adels, die erstmals Ende des 11. Jahrhunderts auftritt.

## Geschichte
Ihr Besitz war im Wesentlichen die Herrschaft Ailly bei Abbeville, bis diese im 14. Jahrhundert durch eine Ehe durch die Herrschaft Picquigny und dem damit verbundene Titel eines Vidame d’Amiens ersetzt wurde.
Als Vidame d’Amiens konnte sich die Familie bis ins 17. Jahrhundert halten. Charlotte d‘Ailly, Dame de Picquigny, Vidamesse d’Amiens, das letzte Familienmitglied aus der Linie Picquigny starb 1681; sie war mit Honoré d’Albert aus dem Haus Albert verheiratet, Marschall von Frankreich, der 1621 zum Duc de Chaulnes ernannt wurde. An deren Nachkommen wurde der Familienbesitz vererbt.

## Stammliste (Auszug)

### Die Herren von Ailly
1. Robert I., † 1090/91, Seigneur d‘Ailly
  1. Raoul I., 1132 bezeugt, Seigneur d’Ailly
    1. Arnould I., Seigneur d‘Ailly
      1. Simon, Seigneur d’Ailly
        1. Raoul II., Seigneur d’Ailly
          1. Jean I., 1233/85 bezeugt, Seigneur d’Ailly
            1. Huon (Hugues), Seigneur d’Ailly, de Tortefontaine et de Fontaines-sur-Somme
              1. Robert II., Seigneur d’Ailly
                1. Robert III., † 1384, Seigneur d’Ailly, de Boubers et de Fontaines-sur-Somme ; ⚭ Marguerite de Picquigny, † nach 1398, Dame de Picquigny, Erbin der Baronie und Vidamie d’Amiens, Tochter von Robert de Picquigny
                  1. Robert IV., Seigneur d’Ailly, de Boubers et de Fontaines
                    1. Catherine, † 1438, Dame d’Ailly, de Boubers et de Fontaines

                  2. Wauthier, Seigneur de Picquigny
                  3. Baudouin, † 1415, Seigneur de Picquigny, Vidame d’Amiens ; ⚭ Jeanne de Rayneval, Comtesse de Fauquemberges, † 1412, Tochter von Waléran de Rayneval – Nachkommen siehe unten
                  4. Colart, Seigneur de Sains – Nachkommen, † im 16. Jahrhundert
                  5. Mathieu, † 1415, Seigneur von Le Quesnoy ; ⚭ Jeanne de Clermont-Nesle – Nachkommen : die Herren von Airaines, † 16. Jahrhundert
                  6. Jacques, † 1422, Seigneur de Famechon

### Die Vidames d’Amiens
1. Baudouin d’Ailly, † 1415, Seigneur de Picquigny, Vidame d’Amiens ; ⚭ Jeanne de Rayneval, Comtesse de Fauquemberges, † 1412, Tochter von Waléran de Rayneval – Vorfahren siehe oben
  1. Raoul III., † 1463 (oder 1468), Baron de Picquigny, Vidame d’Amiens ; ⚭ Jacqueline de Béthune, Dame d’Englemoustiers (Ingelmünster), Tochter von Robert de Béthune (Haus Béthune)
    1. Jean II., † 1492, Baron de Picquigny, Vidame d’Amiens ; ⚭ Yolande Bâtarde de Bourgogne, † 1470, Tochter von Philipp dem Guten, Herzog von Burgund (Haus Burgund)
      1. Charles I., † 1522, Baron de Picquigny, Vidame d’Amiens
        1. Antoine, Baron de Picquigny, Vidame d’Amiens ; ⚭ Marguerite de Melun, † 1548, Tochter von Hugues de Melun (Haus Melun) und Jeanne de Hornes
          1. François, † 1560
          2. Louis, ⚭ Catherine de Laval (Stammliste der Montmorency)
          3. Françoise, Erbin von La Broye ; ⚭ Antoine de La Garde
          4. Charles II., Baron de Picquigny, Vidame d’Amiens
            1. Philippe Emmanuel, † 1619, Baron de Picquigny, Vidame d’Amiens
              1. Charlotte, † 1681, Dame de Picquigny, Vidamesse d’Amiens ; ⚭ Honoré d’Albert, 1621 Duc de Chaulnes, Marschall von Frankreich, † 1649 (Haus Albert)

            2. Marguerite ; ⚭ François de Coligny, Seigneur de Châtillon (Haus Coligny)

      2. Isabeau, † nach 1519 ; ⚭ Jean IV. de Mailly, † nach 1501

    2. Antoine, Seigneur de Varennes ; ⚭ I Jeanne de Luxembourg, ⚭ II Louise de Halewyn – Nachkommen, † 16. Jahrhundert
    3. Jacqueline, † 1470, ⚭ Jean de Nevers, Comte d’Auxerre, de Nevers, de Rethel et d’Eu, † 1491 (Haus Burgund)
    4. Anne, ⚭ Baudouin d’Hénin, Seigneur de Sebourg, † nach 1458 (Haus Hénin)

  2. Jeanne, ⚭ I Philippe d’Harcourt, Seigneur de Montgomery ; ⚭ II Cornille de Gavre, Seigneur de Lens